# Rimon
Rimon (vaak gestileerd als RIMON), artiestennaam van Rimona Bahere (13 februari 1997), is een Eritrees-Nederlandse zangeres. Ze heeft drie ep's en een album, Children of the Night, uitgebracht.

## Biografie
Bahere werd geboren in Eritrea, maar verhuisde op vierjarige leeftijd naar Europa. Via eerst Nederland (Dordrecht), Engeland en Duitsland belandden Bahere en haar moeder in Zandvoort. Hier zat ze op een middelbare school in Bloemendaal. Op zestienjarige leeftijd was zij danser bij The Amazing Agency. Op haar zeventiende stopte ze met haar middelbare school en besloot ze zich op haar muziek carrière te richten. Ze was hiervoor al enigszins actief met muziek, daar ze al op haar tiende begon met liedjes schrijven, maar pakte het vanaf dat moment serieus op. Ze ging vervolgens een muziekopleiding volgen aan de Herman Brood Academie, een opleiding waar ze mee stopte in haar tweede jaar (in 2019) toen haar carrière in de muziek succesvol werd.

### Eerste singles en debuut-ep
In 2018 bracht Rimon haar eerste drie singles uit; Grace, Nighttime en Realize, allen geproduceerd door haar goede vriend en muziekproducent Samuel Kareem en uitgebracht bij ALLE$ Recordings. Haar muziek werd binnen en buiten Nederland positief ontvangen; ze had optredens in Londen en Parijs en stond in Nederland in de Melkweg en in Paradiso. In november 2018 bracht ze haar debuut-ep BBYGIRL FOCU$ uit, een project waar ze meer dan twee jaar aan had gewerkt. Aan het eind van dat jaar werd ze bij radiozender NPO 3FM uitgeroepen tot 3FM Talent en De Volkskrant bestempelde haar als "poptalent van 2019".
In januari 2019 stond Rimon op ESNS. In samenwerking met ColorsxStudios bracht ze in februari 2019 de single Dust uit. Ze trad in dat jaar op op verschillende festivals, waaronder de Nederlandse festivals Grasnapolsky, Motel Mozaïque, Valkhof Festival, Appelpop en Into the Great Wide Open. Daarnaast stond de in augustus op Lowlands, dat op dat moment het grootste publiek was waar ze voor had opgetreden. In die maand had ze ook haar eerste samenwerking met een internationale artiest; ze zong mee op het lied Close van de Britse artiest J Rick. Haar laatste single in 2019 was Hypnotizing.

### Tweede epI Shine, U Shine, korte filmWhat They Called Meen derde epDigital Tears
Omdat er in 2020 weinig tot geen mogelijkheden waren om op te treden vanwege de coronapandemie, focuste Rimon zich in dat jaar vooral op het schrijven en uitbrengen van muziek. Ze bracht de singles The Morning en Out of My Way uit in aanloop naar de ep I Shine, U Shine. Op deze ep staan samenwerkingen met Darrell Cole en Denzel Curry. Gekoppeld aan deze ep werd de korte film What They Called Me gemaakt met medewerking van het Brusselse collectief Bleunuit. In deze korte film wordt een verhaal verteld over een destructieve liefdesgeschiedenis dat wordt afgewisseld met stukjes van de liedjes op de ep. In de film gaat Rimon ook in op haar identiteit en naam.
Bij de digitale editie van ESNS in 2021 doet Rimon weer een optreden. In dat jaar kwam ze ook met de ep Digital Tears. Met dit album zocht Rimon een meer elektrische kant op van de moderne r&b/neo-soul-stijl waar haar muziek in past. Ze gaat met deze ep in op de invloed van moderne technologieën op de mens en gaat vooral in hoe mensen met hun mobiele telefoon en sociale media omgaan.

### Internationale tour, supportact van Giveon en debuutalbumChildren of the Night
Rimon deed in 2022 een internationale toer waarbij ze onder meer speelde in Zwitserland, Zuid-Afrika, België, Duitsland en het Verenigd Koninkrijk. Na een tweede single in samenwerking met ColorsxStudios, Build Me A House, was ze in het najaar van 2022 en voorjaar van 2023 voorprogramma bij een groot gedeelte van de internationale toer van Giveon. Van de ervaringen van Rimon op deze toer werd door fotograaf Zahra Reijs een fotoverslag gemaakt. De zangers werd in 2023 door tijdschrift Forbes op de 30 under 30-lijst in het thema Europe - Entertainment. Verder bracht ze in dat jaar de singles I Choose U (met RINI) en Can't Forget (met Kelz2busy) uit.
Aan het eind van 2024 bracht Rimon haar debuutalbum Children of the Night uit, nadat ze eerder in het jaar met verschillende singles was gekomen, waaronder een lied met Justice. Het thema van het album werd door 3voor12 omschreven als "een viering van zelfacceptatie en een vuist tegen opgelegde regels". De zangeres zelf noemde het "...een soort ode aan mensen die hun eigen pad kiezen, los van wat de maatschappij van hen verwacht".

## Discografie (albums en ep's)
- BBYGIRL FOCU$ (ep, 2018)
- I Shine, U Shine (ep, 2020)
- Digital Tears (ep, 2021)
- Children of the Night (album, 2024)